# Tętnica nadnerczowa środkowa
Tętnica nadnerczowa środkowa (łac. arteria suprarenalis media, ang. middle suprarenal artery) – w anatomii człowieka parzysta tętnica, zazwyczaj odchodząca z bocznego obwodu aorty pomiędzy początkami pnia trzewnego i tętnicy krezkowej górnej. 
Tętnice nadnerczowe środkowe biegną poprzecznie, po części lędźwiowej przepony. Lewe naczynie jest krótsze, natomiast prawe przebiega do tyłu od żyły głównej dolnej. Po dojściu do przyśrodkowego brzegu nadnerczy tętnice dzielą się na kilka mniejszych gałęzi. Gałązki tętnicy nadnerczowej środkowej dochodzą do łuku tętniczego okołonerkowego, oraz zespalają się z gałązkami tętnicy nadnerczowej górnej i tętnicy nadnerczowej dolnej. 
Tętnica ta nie występuje stale i może ulegać licznym zmiennościom. Jako rzadki wariant może zdarzyć się, że tętnica nadnerczowa środkowa odchodzi od tętnicy nerkowej, tętnicy przeponowej dolnej a nawet tętnicy jądrowej lub tętnicy jajnikowej.